# Massey Energy
Massey Energy (NYSE : MEE) est une entreprise américaine d'extraction et de production de charbon.
La firme est confrontée en 2011 à une action au pénal et au civil à la suite d'un accident, le 5 avril 2010 dans sa mine du comté de Raleigh (Virginie-Occidentale), lors duquel 29 mineurs sont morts. Ceci a motivé une disposition spécifique du Dodd-Frank Act de juillet 2010.